# Parafia Matki Bożej Ostrobramskiej w Skarżysku-Kamiennej
Parafia Matki Bożej Ostrobramskiej w Skarżysku-Kamiennej – rzymskokatolicka parafia w Skarżysku-Kamiennej, należąca do dekanatu skarżyskiego w diecezji radomskiej.

## Historia
Parafia została erygowana 25 stycznia 1986 przez bp. Edwarda Materskiego. Tymczasowa kaplica została wybudowana w 1986 staraniem ks. Stanisława Nowakowskiego i ks. Adama Radzimirskiego. Kościół pw. MB Ostrobramskiej, według projektu arch. Zbigniewa Grządzieli i konstr. Bogdana Cioka z Kielc, fundacji parafian oraz Polonii z USA, Kanady i Anglii, zbudowany został w latach 1988–1995 staraniem ks. Jerzego Karbownika. Od początku w zamiarach była to replika Ostrej Bramy z Wilna. Sanktuarium powstało jako realizacja pragnień Wilnian, którzy musieli opuścić Wilno, a mieszkają w Polsce i na emigracji. Pierwsza Msza Święta w kaplicy w Ostrej Bramie celebrowana była 22 października 1989 przez kard. Henryka Gulbinowicza. Kościół został konsekrowany w 1995 przez kard. Józefa Glempa. Jest budowlą trójnawową. Kaplica na wzór Ostrobramskiej z Wilna połączona jest z kościołem. W ołtarzu kaplicy znajduje się kopia obrazu Matki Bożej Ostrobramskiej, namalowana przez art. mal. Izabelę Borkowską i Władysława Markiewicza z Kielc w 1989 roku. W 1997 Matka Boża Ostrobramska została ogłoszona Patronką Skarżyska. Koronacji obrazu Matki Bożej dokonał 2 lipca 2005 kard. Henryk Gulbinowicz. Decyzją Stolicy Apostolskiej w 2014 kościół sanktuaryjny został wyniesiony do godności bazyliki mniejszej.
Na terenie parafii do roku 2017 pracowały  Karmelitanki Dzieciątka Jezus. Ostatnią przełożoną sióstr karmelitanek w Skarżysku-Kamiennej  była s. mgr Donancja Mlicka. Obecnie na terenie parafii pracują siostry kapucynki. Pierwszą przełożoną kapucynek w Skarżysku-Kamiennej jest s.mgr Magdalena Flor.
W parafii działają Rycerze Kolumba, których ze Stanów Zjednoczonych sprowadził ks. Jerzy Karbownik. 

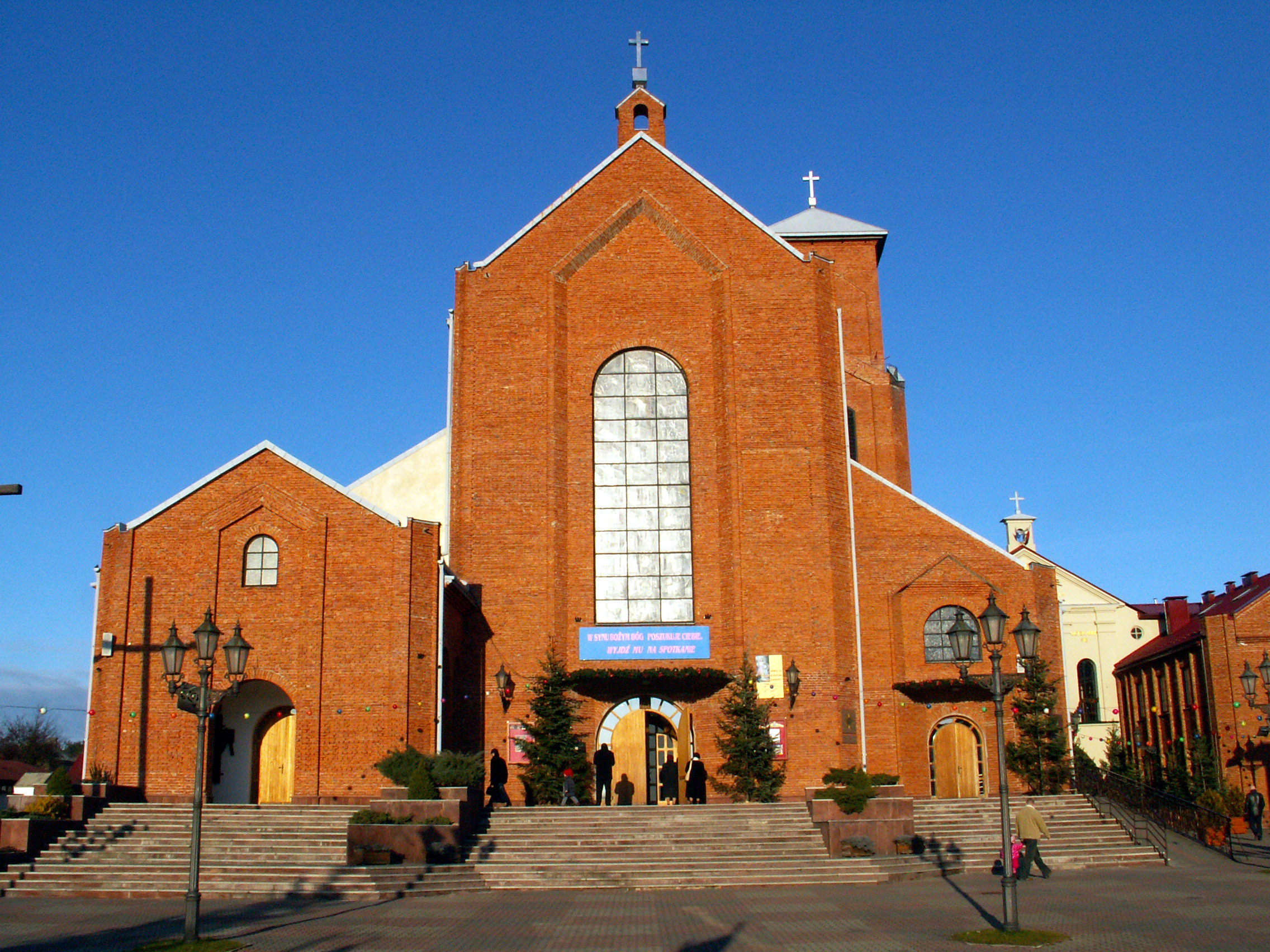
Kościół parafialny w 2006 r.
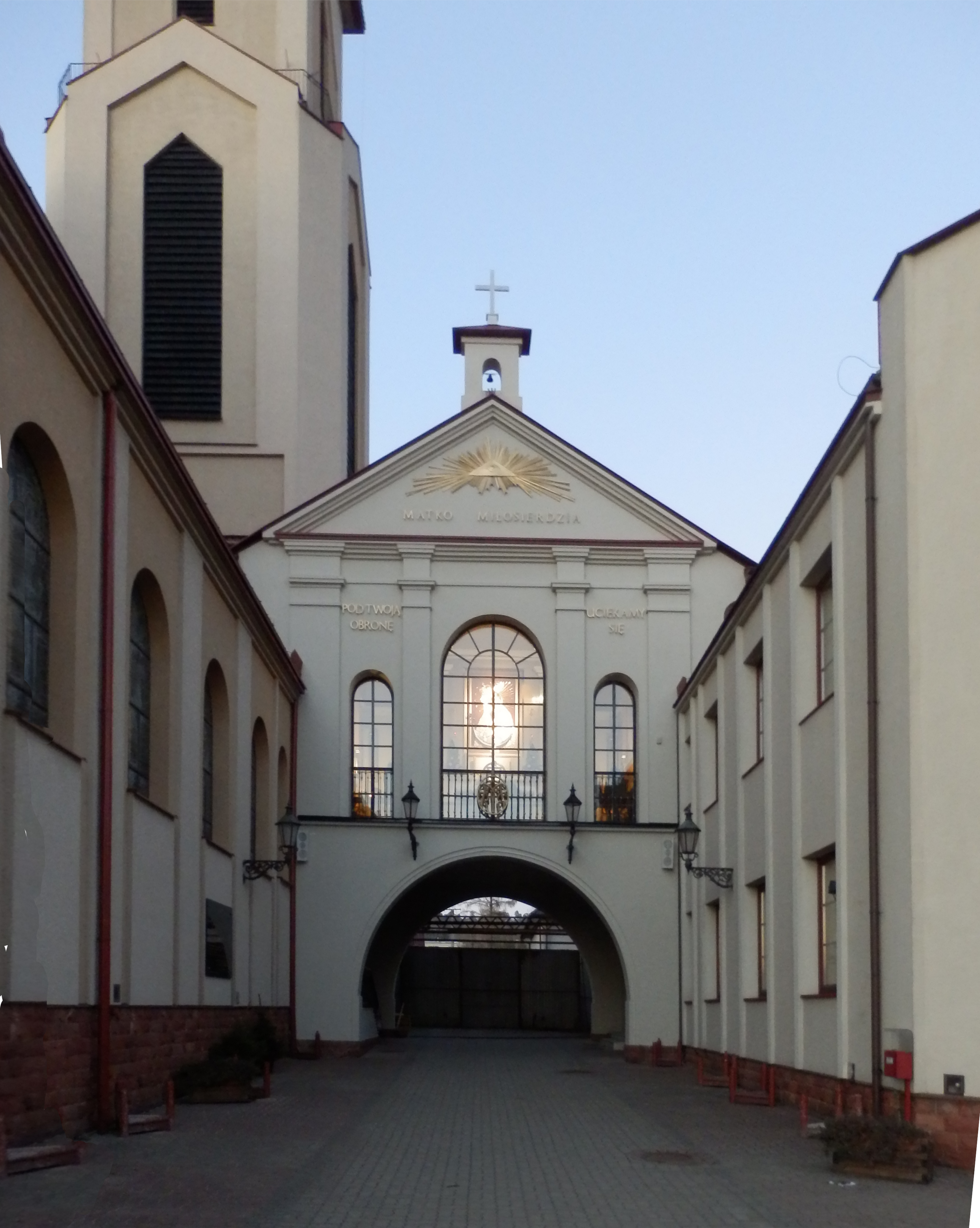
Brama z obrazem
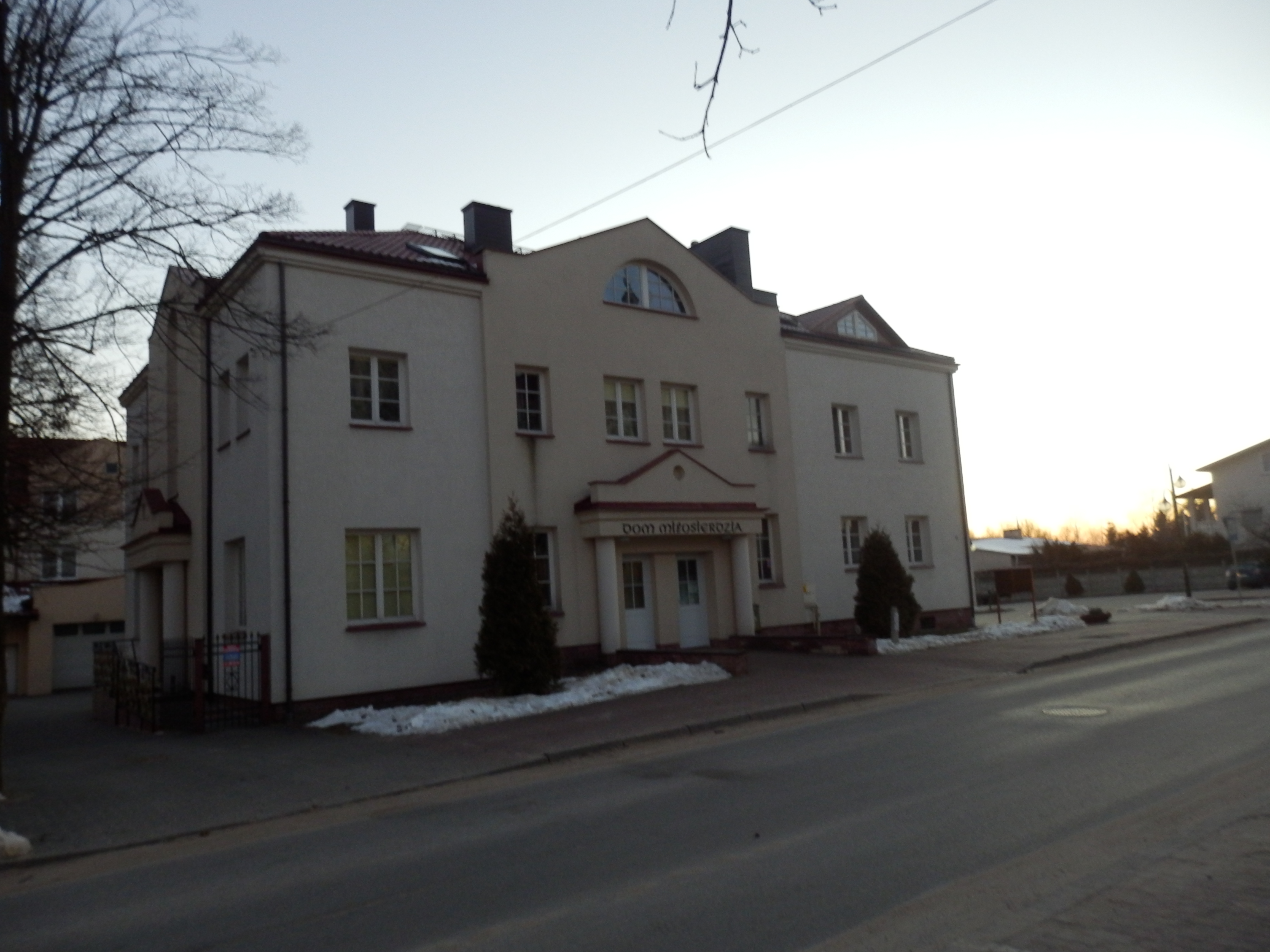
Dom Miłosierdzia

## Terytorium
Na obszarze parafii leżą ulice: Armii Krajowej, Gajowa, Grabowa, Grottgera, Kochanowskiego, Konarskiego, Łowiecka, Moniuszki, Norwida, Orla, Piłsudskiego, Ks. Popiełuszki, Powstańców Warszawy, Pułaskiego, Sezamkowa, Sienkiewicza, Spółdzielcza, Stokowa, Świętokrzyska, Wiejska, Wileńska, Wyspiańskiego.

## Proboszczowie
- 1986 – ks. Adam Radzimirski
- od 1986 – ks. prał. Jerzy Karbownik